# Sződliget
Sződliget é um município da Hungria, situado no condado de Peste. Tem 7,31 km² de área e sua população em 2015 foi estimada em 4.529 habitantes.